# Brouwerij Droesbeque (Velzeke)

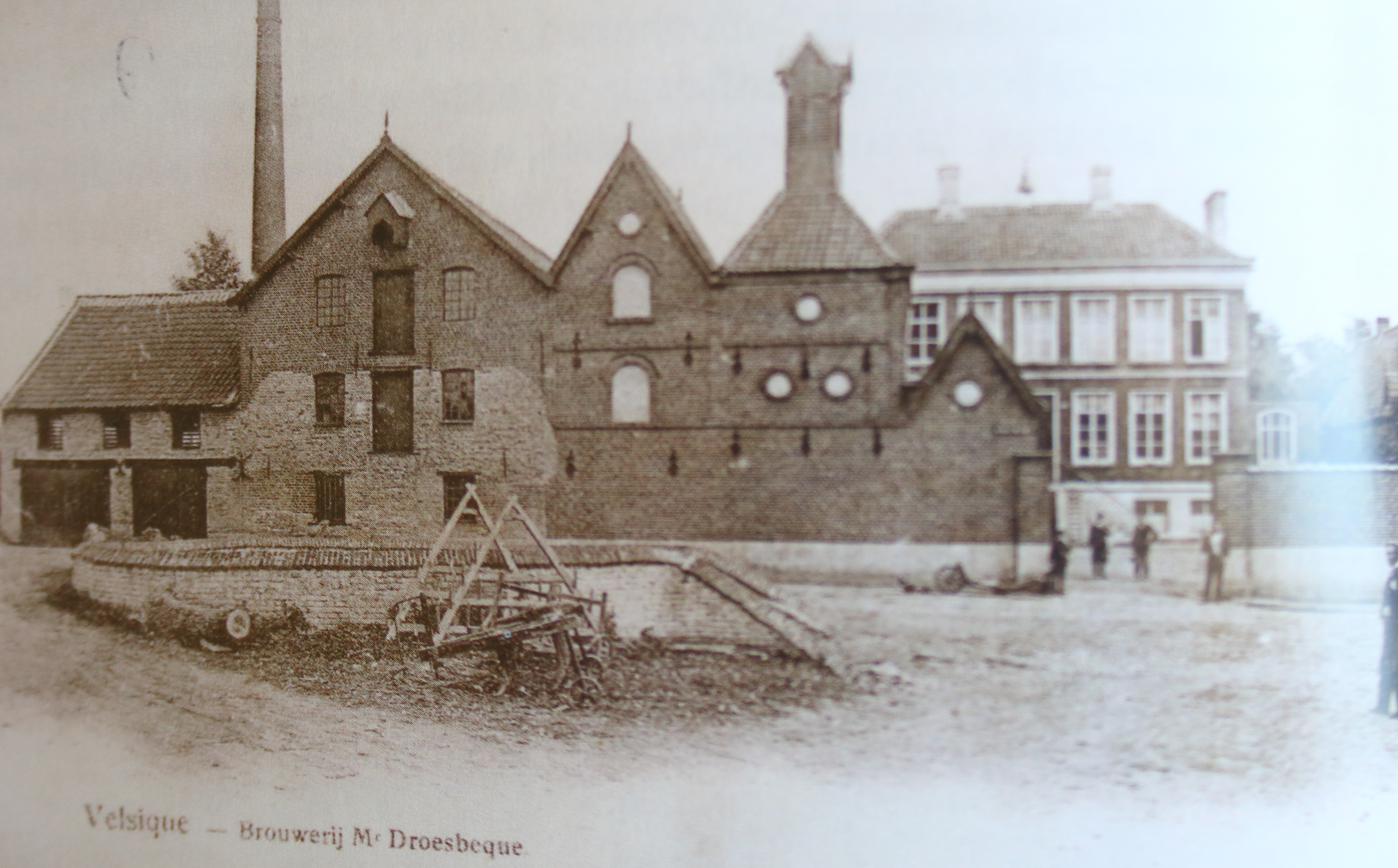

De Brouwerij Droesbeque is een voormalige brouwerij uit Velzeke in de Belgische provincie Oost-Vlaanderen.

## Geschiedenis
Een van de nazaten van deze brouwersfamilie, Louis-Henri Droesbeque, startte in Oudenaarde Brouwerij Cambier-Droesbeque.
Een andere nazaat, Louis Droesbeque, was sinds 1925 actief in Brouwerij Huyghe.
In 1899 kwam Virginie Droesbeque (de dochter van Louis-Henri) in het bezit van Brouwerij Crombé.
Van de echte geschiedenis van de brouwerij is weinig gekend. Men heeft echter een vermelding van de productie van 2000 hectoliters in 1869.

## Bieren[3]
- Zottegems Bier